# او-۷ (کریگسمارینه)
او-۷ (به آلمانی: U 7) یک او-بوت نوع ۱ب کریگسمارینه در رایش سوم بود.